# جگن لاغر
کارکس لاسیکارپا (نام علمی: Carex lasiocarpa) نام یک گونه از سرده جگن است.